# Carlos Calderón de la Barca
Carlos Calderón de la Barca (2 ottobre 1934 – 15 settembre 2012) è stato un calciatore messicano, di ruolo attaccante.

## Carriera
Con la Nazionale messicana ha preso parte ai Mondiali 1958.